# Lam Ching-ying
Lam Ching-ying (chinesisch 林正英, Pinyin Lín Zhèngyīng, Jyutping Lam4 Zing3jing1; geboren als Lam Gun-bo 林根寶 / 林根宝,  Lín Gēnbǎo, Jyutping Lam4 Gan1bou2; * 27. Dezember 1952 in Hongkong; † 8. November 1997 ebenda) war ein chinesischer Schauspieler, Stuntman und Regisseur. Lam war bekannt für seine stoische Darstellung taoistischer Priester in den erfolgreichen Vampir-Komödien der 1980er Jahre und spielte oft auch den Sifu (Meister).

## Biografie

### Frühe Karriere
Lam Ching-ying wurde als drittes von sieben Kindern geboren. In Hongkong besuchte er die Shun-Yi-Association-Schule bis zur 10. Klasse. 1963 trat er der Peking-Oper-Schule in Hongkong bei, die Madame Fan Fok-fa (Fun Guk-fa) führte, die eine Konkurrentin der Peking-Opera-Schule von Yu Jim-Yuen war, wo Jackie Chan und Sammo Hung zeitgleich ausgebildet wurden. Ein Jahr nach dem Beitritt hatte Lam seinen ersten öffentlichen Auftritt.
Mit 17 Jahren wurde Lam Stuntman und Kampfsport-Trainer bei den Shaw-Brothers-Studios. Aufgrund seiner schlanken Erscheinung war er oft auch die Vertretung weiblicher Schauspielerinnen.
Mit 19 wurde er Assistent bei Bruce Lees Film The Big Boss. Nach The Big Boss setzte Lam seine Arbeit mit Bruce Lee bis zu dessen Tode fort.
Im Jahr 1982 gewann Lam den Hong Kong Film Award für seine Rolle im Film The Prodigal Son. Sein schauspielerisches Talent bewies er auch als gebrechlicher alter taoistischer Priester in The Dead And The Deadly (1983).
1985 hatte er mit der Veröffentlichung von Mr. Vampire, dem Film, der das überbetriebene Hopping-Vampir-Genre hervorbrachte, großen Erfolg.

### 1990er Jahre
Der Erfolg von Mr. Vampire wurde schließlich belastend für den Schauspieler, der sich mittlerweile einer Typumwandlung unterzog. Auch das Hopping-Vampir-Genre begann Popularität zu verlieren, große Rollen waren rar gesät.
Lam Ching-yings Regiedebüt war der Film Green Hornet (1994), inspiriert an die Serie mit Bruce Lee.
Im Jahr 1995 wurde Lam die Hauptrolle in einer TV-Serie namens Vampire Expert angeboten.
Die Serie wurde ein voller Erfolg.
Eine zweite Staffel wurde im Jahr 1996 ausgestrahlt und 1997 begann die Produktion im dritten Staffel.
Die Produktion wurde aber eingestellt, als Lam Ching-ying schwer erkrankte.
Am 8. November 1997 starb Lam im St. Theresa’s Hospital in Hongkong.
Die Serie My Date with a Vampire aus dem Jahr 1998 wurde ihm gewidmet.

### Privat
Von 1983 bis 1988 war Lam Ching-ying mit Cheng Bing Bing (鄭冰冰) verheiratet, mit der er eine Tochter (林式瓦) und ein Sohn (林家耀) hat.
Lam starb 1997 an Leberkrebs.

## Trivia
Kurz nach der Veröffentlichung von „Mr. Vampire“ wollte Golden Harvest diesen Film zu einer westlichen Version mit Tanya Roberts (von „Charlie’s Angels“) und Jack Scalia machen. Aufgrund diverser Schwierigkeiten wurde der Film nie gemacht.

## Filmografie (Auswahl)
| - 1994: The Chinese Ghostbuster - 1994: Shanghai Rumble: Die Rückkehr der grünen Hornisse (The Green Hornet) - 1993: The Swordmaster - 1993: The Exorcist Master - 1993: Painted Skin - 1992: Wizard´s Curse - 1992: The Musical Vampire - 1992: Mr. Vampire 1992 - 1992: Chinese Dolls - 1992: Mad Mad Ghost - 1992: Pom Pom and Hot Hot - 1991: The Gambling Ghost - 1991: Jetzt noch mehr verrückte Götter (Crazy Safari) - 1991: Slickers vs Killers - 1990: Meister des Schwertes (Swordsman) - 1990: Best Is the Highest - 1990: Prince of the Sun - 1989: Mr. Vampire 5 : Magic Cop - 1989: Encounters of the Spooky Kind 2 - 1989: The Other Kind of Death Penalty - 1989: Vampire vs Vampire - 1989: Pedicab Driver - 1988: Her Vengeance - 1988: Mr.Vampire 3 - 1988: School on Fire - 1988: Leben hinter Masken (Painted Faces) - 1988: Roboforce: Die Zukunft hat begonnen (I love Maria) - 1987: Mr.Vampire 2 - 1987: Eastern Condors - 1986: Where´s Officer Tuba? - 1986: Shanghai Police – Die wüsteste Truppe der Welt (Millionaires Express) - 1985: Heart of the Dragon – Powerman 3 - 1985: Mr.Vampire - 1985: My Lucky Stars – Tokyo Powerman - 1985: Return of Pom Pom - 1984: Pom Pom – Crimeland | - 1984: Hocus Pocus - 1983: Heroes shed no Tears – Blast Heroes (VÖ 1986) - 1983: Winners and Sinners - 1982: The Dead and the Deadly - 1981: Die Todesfaust des kleinen Drachen (The Prodigal Son) - 1980: Encounters of the Spooky Kind - 1980: By Hook or by Crook - 1980: From Riches to Rages - 1980: Tödliche Rache (The Victim) - 1979: Knockabout - 1979: The Magnificent Butcher - 1979: The Kung Fu Master – Der kleine Dicke schlägt wieder / Die Schlitzaugen mit dem Superschlag - 1978: Die Rückkehr der gelben Höllenhunde / Der kleine Dicke mit dem Superschlag (Legend of the Bat) - 1978: Mein letzter Kampf (Game of Death) - 1977: Der Tiger aus Taipeh / Verschwörung in Amsterdam (The Amsterdam Killer) - 1977: The Iron Fisted Monk - 1977: Das unbesiegbare Schwert der Shaolin - 1975: Bruce Lee – Die Pranke des Leoparden - 1975: Der Mann von Hong Kong (The Man from Hong Kong) - 1974: Flucht ins Chaos / Der schweigsame Wolf (Fighter) - 1973: Kung Fu: Die tödliche Rache (The Rendezvous of the Warriors) - 1973: Der Boss von San Francisco (Slaughter in San Francisco) - 1972: Hapkido - 1972: Bruce Lee – Die Faust des Drachen aka Die Todeskralle schlägt wieder zu - 1972: Todesgrüße aus Shanghai (Fist of Fury) - 1971: Ein Hauch von Zen (A Touch of Zen) - 1971: Die Todesfaust des Cheng Li (The Big Boss) |